# Dépôt de La Chapelle

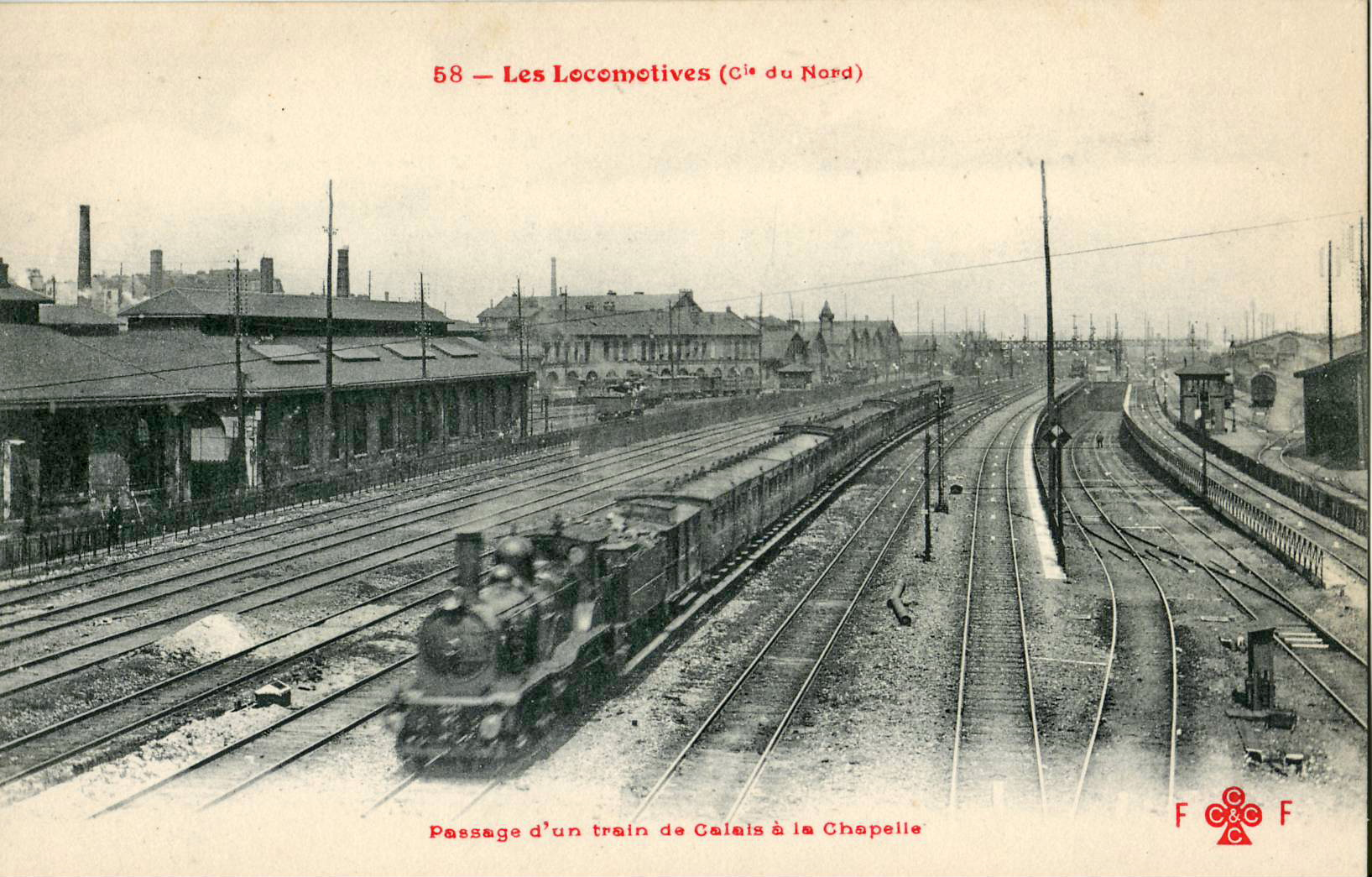
Les voies de la Gare du Nord et le dépôt de la Chapelle, au tout début du XX.

Le dépôt de La Chapelle est un dépôt de locomotives créé par la Compagnie des chemins de fer du Nord en 1845 près de la gare de Paris-Nord, à l'angle de la rue des Poissonniers et de la rue Ordener sur la commune de La Chapelle (18e arrondissement de Paris depuis la loi du 16 juin 1859).
À partir de 1937, il subit diverses modifications. Il est victime du bombardement du 21 avril 1944, et voit détruite une grande partie de ses emprises, à la fin des années 1960. Sa fermeture est intervenue le 25 janvier 2013.

## Ancien dépôt

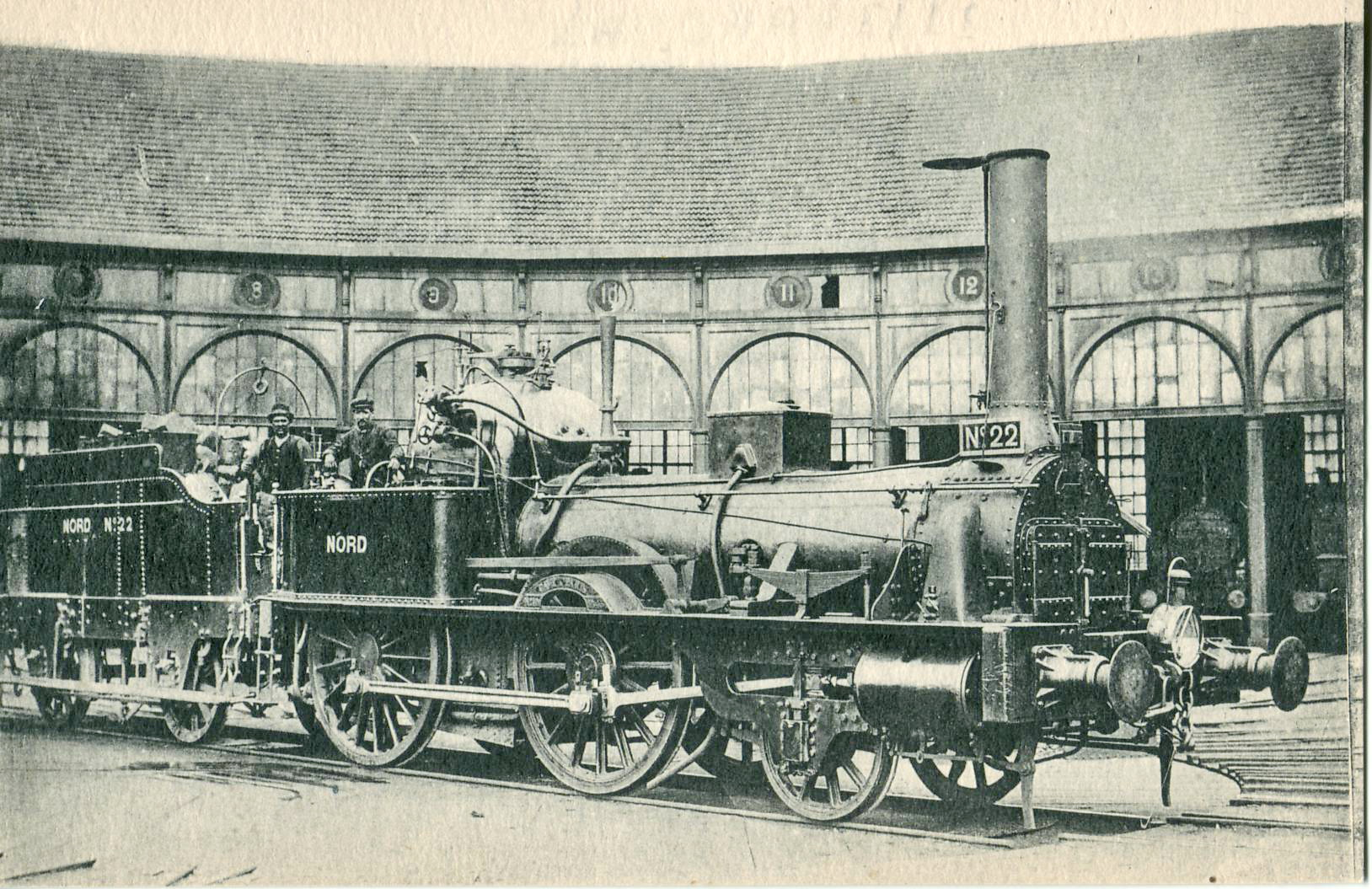
Locomotive Nord no 22 devant la demi-rotonde.

À l'origine, il était constitué des installations suivantes :
- une remise rectangulaire de 56 places desservie par chariots transbordeurs de 14 mètres servant d'une part, au remisage des machines de banlieue et d'autre part au levage des machines affectées au dépôt ;
- une demi-rotonde de 20 places avec pont tournant de 17 mètres, affectée également aux machines de banlieue ;
- un parc découvert de 22 places pour machines de vitesse, desservi par chariots transbordeurs de 22 mètres ;
- deux petites remises rectangulaires, de trois voies chacune, pouvant abriter une quinzaine de machines longues.

Le tournage des machines et le chargement en combustible s'effectuent dans une installation annexe du Landy à 1 600 mètres au nord du dépôt de La Chapelle. Les différents ateliers et magasins du dépôt étaient établis dans une ancienne rotonde désaffectée.

## Nouveau dépôt (modifications effectuées en grande partie en 1937)
Le principe directeur dans l'étude du nouveau dépôt fut de séparer nettement le service vapeur du service autorails en groupant au centre les services communs, les locomotives à vapeur du service de banlieue étant gérées depuis 1934 par le dépôt des Joncherolles, situé à 8 km de la gare du Nord. 
Des installations préexistantes, seuls les chariots transbordeurs de 22 mètres ont été conservés. Vers le sud, ces chariots desservent une remise permettant le remisage de 41 machines longues ; les voies 1 à 5 de cette remise donnent accès à la fosse servant à descendre les roues. 
L'atelier du service vapeur et ses annexes sont disposés dans le bâtiment central. 
Le gril d'entrée et celui de sortie sont composés chacun de trois voies.
La remise des autorails est composée de 10 voies sur fosse de 70 mètres de long, elle est établie dans l'angle formé par les voies principales et la rue Ordener. Chaque voie peut contenir un autorail triple ou trois autorails simples (aussi appelé TAR).
L'atelier de levage est un hall de 105,50 mètres de long et 15,85 mètres de large. Il permet le levage des rames pour la maintenance, le remplacement des bogies ou les réparations accidentelles. Le levage est effectué à l'aide de ponts roulants d'une capacité de 20 tonnes.
Les travaux de modifications ont duré deux ans. L'exécution nécessita la démolition de 4 800 m3 de maçonnerie, l'évacuation de 30 000 m3 de déblais et démolitions, la mise en œuvre de 3 900 tonnes de ciment, 750 tonnes d'acier et 26 000 m3 de cailloux, sable et moellons. 
Dans la nuit du 20 au 21 avril 1944, pendant la Seconde Guerre mondiale, sous l'Occupation, le dépôt ferroviaire de La Chapelle est bombardé par l'aviation alliée, qui prend aussi pour cible un appareil de la DCA allemande installé sur la butte Montmartre. Le quartier alentour est touché.
À la fin des années 1960, une grande partie du dépôt est détruite pour laisser place à des logements. Au début des années 1970, les TAR ont laissé place à des rames inox  Z 6100, ce qui a entraîné l'allongement de six des voies de la remise autorail et le remplacement des ponts roulants de l'atelier de levage passant d'une capacité de 20 tonnes à 40 tonnes.
Les locomotives à vapeur sont remplacées par des locomotives électriques telles que les BB 16000 ou les BB 16500, puis les fameuses CC 40100. Certains prototypes ont fait leur carrière au dépôt de La Chapelle comme les BB 26001 et 26002 rebaptisées plus tard 30001 et 30002 (qui seront radiées au début des années 1970) et la CC 10002 (ces trois machines ont servi de bancs d'essais pour la mise au point des CC 40100 (la partie électrique pour les BB 30000 et les boggies pour la CC 10002).
Plus tard d'autres séries de locomotives seront affectées au dépôt comme les BB 17000, BB 16100 et BB 25200.
Certaines rames de banlieue comme les Z 8100 du RER B et les Z 6400 ont été réceptionnées au dépôt de La Chapelle.

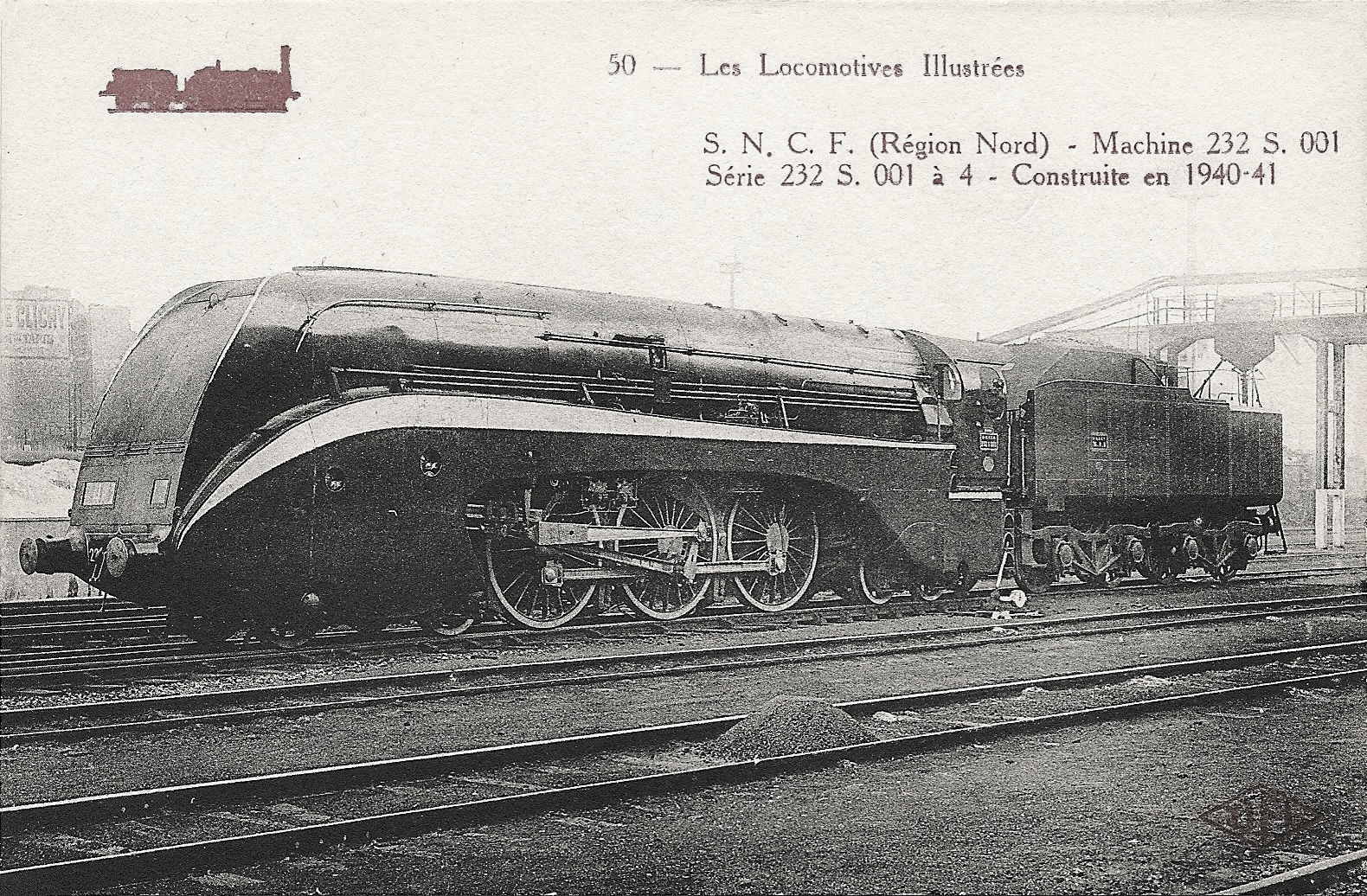
La locomotive 232 S 1 au dépôt de La Chapelle.
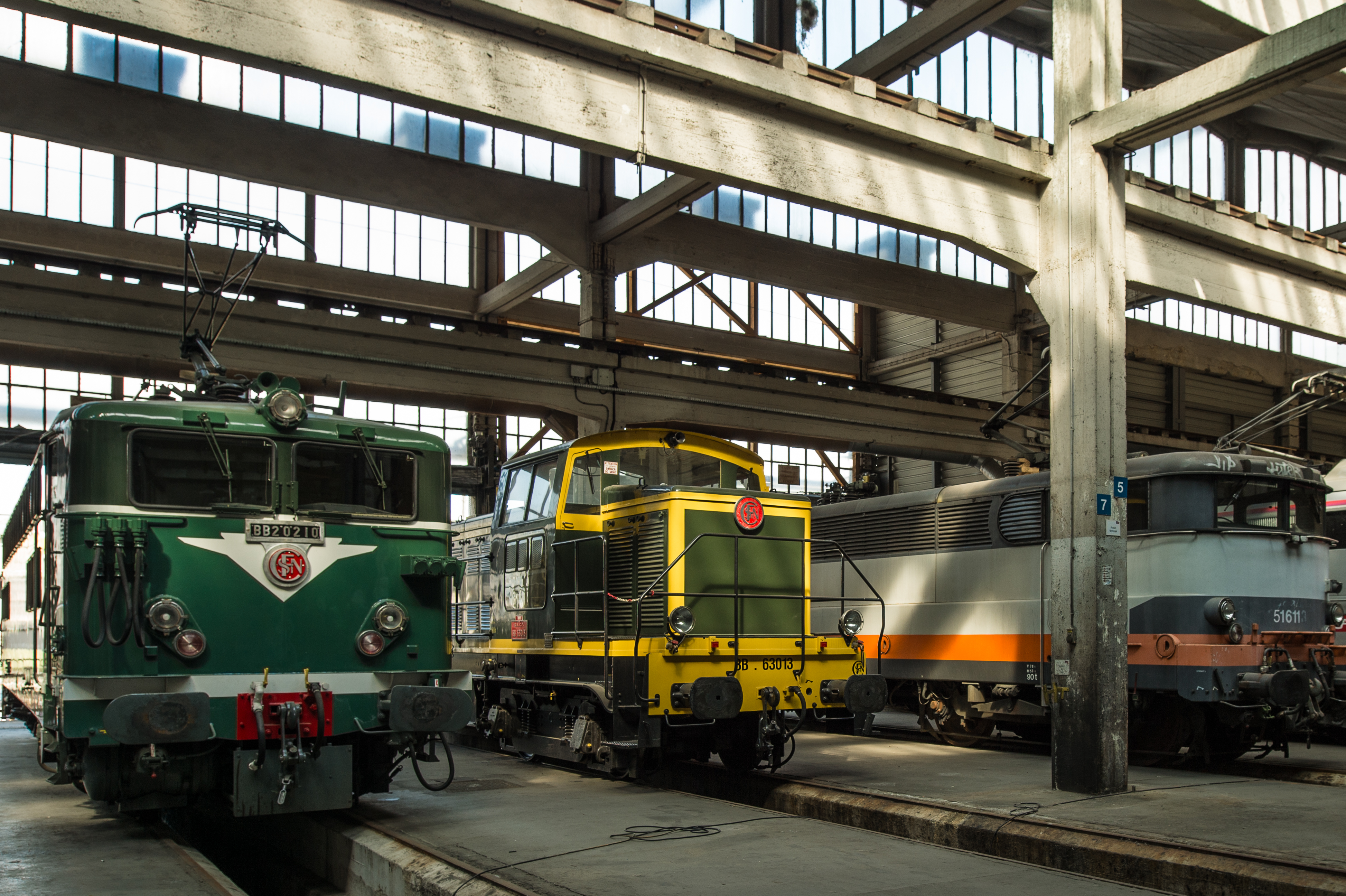
Des locomotives garées dans la remise du dépôt.
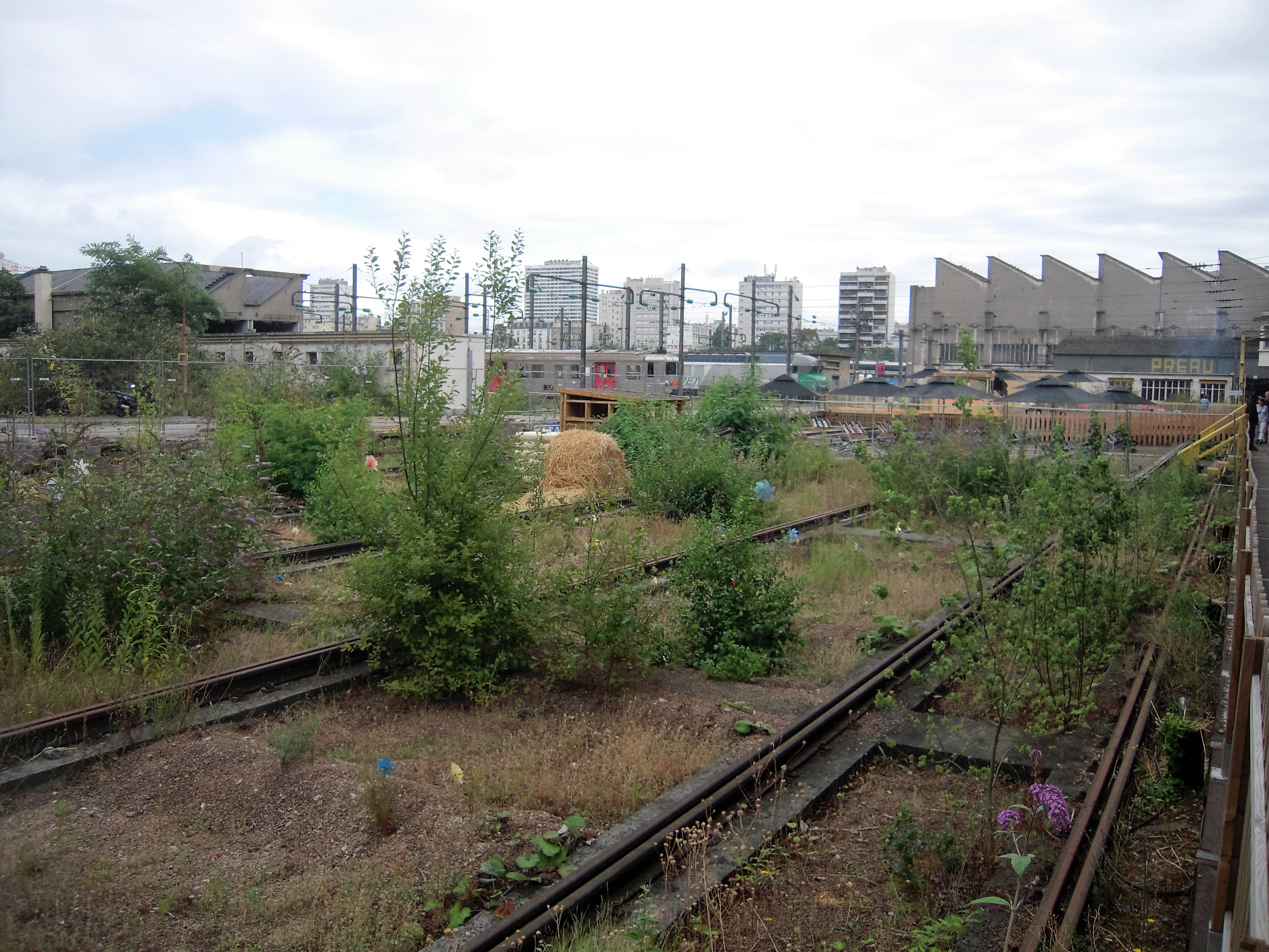
Le pont transbordeur du dépôt en 2016.

## Avenir du dépôt

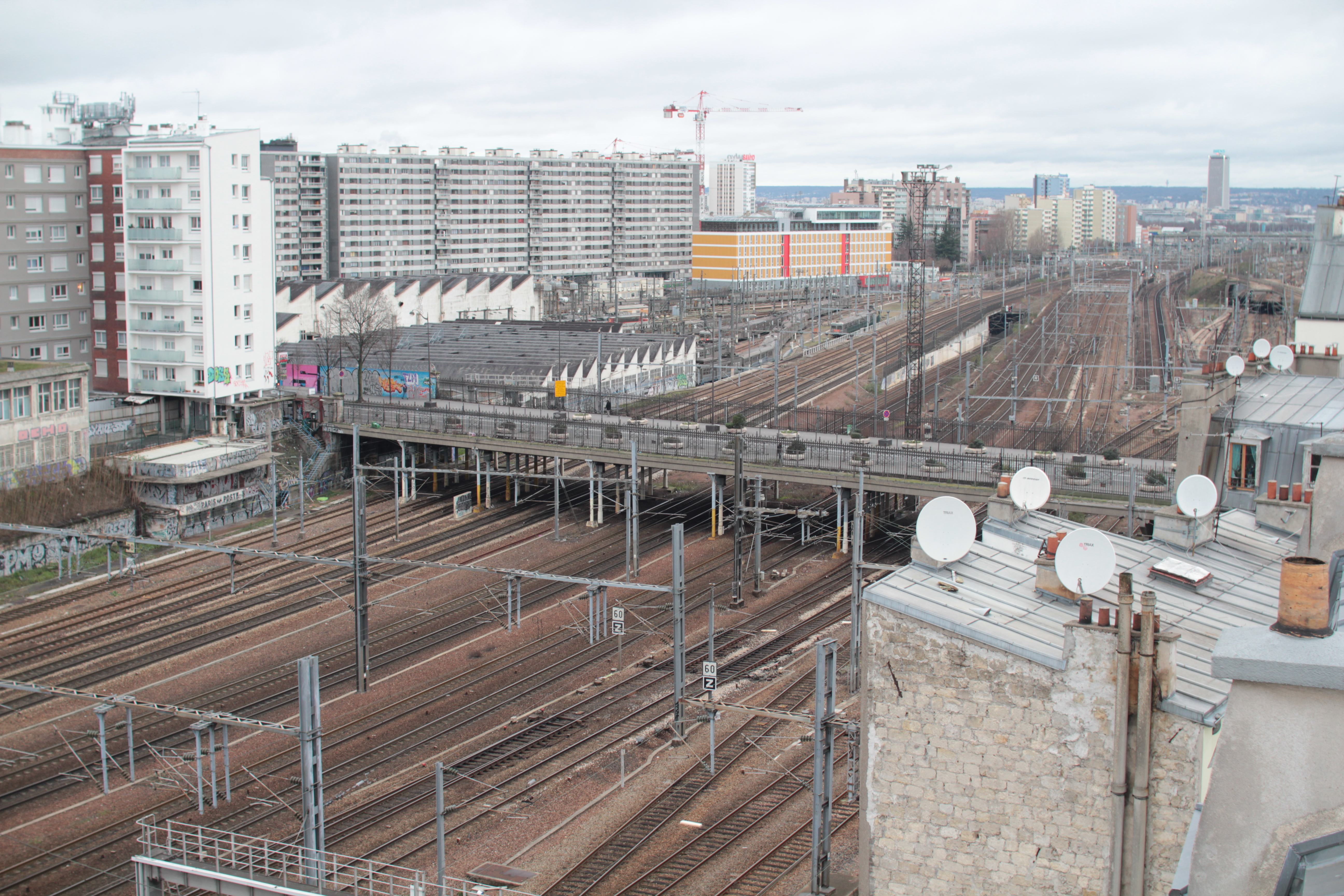
Vue générale du faisceau de voies de l'avant-gare de Paris-Nord, en direction de Saint-Denis. Le dépôt de La Chapelle se situe à gauche derrière le pont Marcadet.

En 2012, après 166 ans d'existence, le dépôt de La Chapelle est sur le déclin. Après avoir accueilli jusqu'à neuf cents agents au début du XXe siècle, il n'en accueille plus qu'une dizaine en 2012. L’achèvement des livraisons de la rame Z 50000 (dite Le Francilien) destinées à la ligne H entraîne la radiation des sept derniers éléments Z 6100 et la mutation des cinquante BB 17000 vers les Joncherolles et Achères. La fermeture définitive du dépôt de La Chapelle est intervenue le 25 janvier 2013. Les quelques voies utilisées pour des manœuvres sont désormais rattachées au Technicentre du Landy, à Saint-Denis (Seine-Saint-Denis).
Par ailleurs, les dernières BB 16000 sont radiées en décembre 2012 et les BB 15000 qui les remplacent effectuent désormais la plupart de leur relais traction au Landy Pleyel, à la voie 1 de la gare du Nord (plus rarement voie 2 ou 7 à 19) ou, dans l'avant-gare, sur des cantons de retournement spécialement aménagés lors des travaux de réaménagement des voies de 1993 et 2012. Peu de machines de vitesse Grandes Lignes occupent le dépôt en journée et les voies du grill ne servent plus que de garage nocturne ; plus aucun entretien n'est effectué sur ces machines sur le site de La Chapelle, toutes les opérations étant réalisées à Achères.
Après la fermeture, la SNCF devrait mettre le site de 28 hectares en vente et il ne devrait rien subsister des ateliers. Les terrains libérés permettront probablement la réalisation de futurs programmes immobiliers d'envergure comme l'écoquartier Chapelle international, et le projet Condorcet, comprenant l'installation d’une antenne de l'université Paris-I. Un projet urbain, dit « Ordener-Poissonniers », est en cours d'élaboration. Environ 3 ha seront destinés à un nouveau quartier mixte, alors qu'un programme ferroviaire de remisage de rames occupera les 2 ha restants. Les urbanistes chargés du diagnostic ont estimé que la plupart des bâtiments ont une réelle valeur patrimoniale et qu'ils devraient être conservés, ainsi que la fosse des chariots.

## Grand Train
Du 30 avril au 16 octobre 2016, l'ancien dépôt est rouvert pour une exposition de matériels ferroviaires, du mercredi au dimanche de 11 h à minuit. La manifestation est coproduite par le collectif « Ground Control » et par la SNCF ; son entrée est libre. Des restaurants et des bars, une librairie, une épicerie, des marchés, des terrains de pétanque, etc. sont également proposés aux visiteurs,.